# A-383 (Spanje)

De A-383

De A-383 of Acceso Este a La Línea is een autovía in Andalusië. De snelweg is 7,2 kilometer lang en verbindt de (A-7) met La Línea de la Concepción. De snelweg werd aangelegd in 2006.